# Soueich
Soueich település Franciaországban, Haute-Garonne megyében. Lakosainak száma 517 fő (2022. január 1.). Soueich Aspet, Couret, Encausse-les-Thermes, Estadens, Ganties, Lespiteau és Pointis-Inard községekkel határos.

## Népesség
A település népessége az elmúlt években az alábbi módon változott:
| Lakosok száma | 539  | 467  | 502  | 518  | 553  | 539  | 531  | 523  | 520  | 517  |
|               | 1968 | 1982 | 1990 | 2006 | 2013 | 2015 | 2017 | 2019 | 2020 | 2022 |